# Мачано (Римини)
Мачано је насеље у Италији у округу Римини, региону Емилија-Ромања.
Према процени из 2011. у насељу је живело 327 становника. Насеље се налази на надморској висини од 428 м.